# Samir Delgado
Samir Delgado (Las Palmas de Gran Canaria, 25 de marzo de 1978) es un poeta y ensayista español especializado en arte y literatura contemporánea. Premio Internacional de Poesía Tomás Morales y el Premio Internacional de Literatura Antonio Machado en su edición 2020.

## Trayectoria
Licenciado en Filosofía por la Universidad de La Laguna y especialista en Bellas Artes de la Universidad de Castilla-La Mancha, es el fundador del proyecto Tren de los poetas Estación Internacional de Poesía Contemporánea así como el coordinador del Encuentro Internacional de Literatura 3 Orillas (2007-2016). Es miembro activo de la Red Internacional de Festivales de Poesía World Poetry Movement (WPM), coordinador del Aula de Literatura de la Universidad Juárez del Estado de Durango en México y miembro fundador del proyecto interdisciplinar Leyendo el Turismo, 3 poetas, junto a David Guijosa y Acerina Cruz.
En 2016 el Gobierno de Canarias publicó su libro Las geografías circundantes.Tributo a Manuel Millares  en homenaje al pintor canario.
Desde 2018, ejerce como profesor en el Instituto Autónomo de Artes Modernas (INAAM), de Durango (México). Incursiona en el ámbito del videoarte, logrando con el video Moralesiana el Premio del Día de las Letras Canarias de la Casa Museo Tomás Morales en 2011.
Forma parte del equipo fundador de la Revista Trasdemar de Literaturas Insulares, proyecto digital puesto en marcha en septiembre de 2020, como espacio de encuentro de escritores y artistas canarios residentes en los distintos puntos del globo terráqueo.
Es colaborador habitual de medios de prensa, escrita y digital en Canarias, Castilla-La Mancha y México y asiste como autor invitado y conferenciante en eventos internacionales como el Festival Internacional de Poesía de La Habana (2010), el Festival de Poesía de Medellín (2015), en 2017 participa en el Festival Internacional de Poesía Latinoamericana en Estados Unidos. Poemas suyos han sido traducidos al inglés, portugués, alemán, rumano, italiano y árabe en revistas especializadas.

## Reconocimientos
En 2010, obtuvo el Premio de Poesía Emeterio Gutiérrez Albelo, en su XXIV edición, por la obra Banana Split; en 2011 obtiene el Accésit del Premio Poeta Bento del Ayuntamiento de Guía y la Fundación Néstor Álamo por el libro Cosmovisión atlántica. La isla que habita en los cuadros y en 2013, accede al Premio Milenio del Reino de Granada, concedido por la Fundación Andalusí con la obra Los jardines imposibles.
En 2014, se hizo con el XV Premio Internacional de Poesía Luis Feria que otorga la Universidad de La Laguna por el poemario Galaxia Westerdahl y en 2017, se le concede el máximo galardón de la cuarta edición del Premio Umbral de Poesía de Valladolid, Bicentenario José Zorrilla, por su poema 'Tríptico azteca'.
En 2019, ganó el XXV Premio Internacional de Poesía Tomás Morales que concede el Cabildo de Gran Canaria por la obra Pintura número 100. César Manrique in memoriam. En 2020, gana el Premio Internacional de Literatura Antonio Machado que concede desde 1979 la Fundación Antonio Machado de Colliure (Francia) por el libro La carta de Cambridge.

## Obras
Poesía
- 2006, Última postal desde Canarias, ISBN: 978-84-611-1976-2
- 2007, Canarias al sur. Poema global de la ciudad turística, ISBN: 978-84-611-4849-3
- 2009, El monte se quema, ISBN: 978-84-613-3289-2
- 2011, Tratado del Carnaval en Niza, Ediciones Idea, ISBN: 978-84-9941-670-0
- 2014, Planeta turista, VVAA. ISBN: 978-84-16149-41-4.
- 2016, Las geografías circundantes.Tributo a Manuel Millares. ISBN: 978-84-7947-656-4
- 2019, Los poemas perdidos de Luis Cernuda, Editorial Literatelia, ISBN: 978-607-98374-6-4
- 2019, Jardín seco[29][30] Editorial Bala Perdida, ISBN: 978-84-120515-1-3

Ensayo
- 2005, De Guajara a Tafira. Travesías del movimiento estudiantil canario, con Rubens Ascanio. ISBN: 978-84-609-9049-9
- 2010, Una casa mal amueblada. Editorial Baile del Sol, ISBN: 978-84-15019-15-2